# Dany Nounkeu
Dany Achille Nounkeu Tchounkeu (Yaoundé, 11 april 1986) of kortweg Dany Nounkeu is een Kameroenees oud-voetballer.

## Loopbaan
In 2005 begon Dany met voetbal bij de jeugd van de Franse club FC Metz. In 2006 tekende hij een professioneel contract bij CSO Amnéville. Na deze club besloot hij in 2008 om naar Pau FC te gaan. In 2009 werd hij weggeplukt door Toulouse FC. Hij speelde in 1 jaar 37 wedstrijden met de shirt van die club en wist hij ook 4 maal te scoren. Op 1 september 2010 tekende hij een contract van 3 jaar bij Gaziantepspor. Op 7 juni 2012 maakte hij de overstap naar de topclub Galatasaray. De club betaalde 3.3 miljoen euro aan Gaziantepspor om een contract van 4 jaar te tekenen. In februari 2014 is hij verhuurd aan de naaste concurrent van Galatasaray, Besiktas. Dit werd mede gedaan om de buitenlandersregeling te omzeilen die in het seizoen 2013-2014 ingevoerd is voor de clubs uit de Super Lig.